# Alexandra Bär
Pour les articles homonymes, voir Bär.
Alexandra Bär (née le 17 février 2002) est une skieuse acrobatique suisse.

## Carrière
Elle est médaillée d'argent en sauts aux Mondiaux juniors de ski acrobatique 2021 à Krasnoïarsk et médaillée de bronze en sauts aux Mondiaux juniors de ski acrobatique 2022 à Chiesa in Valmalenco.
Elle a participé aux Jeux olympiques d'hiver de 2022, aux sauts féminins et aux  sauts par équipes mixtes,,.
Elle a participé à l'épreuve de sauts mixtes de la Coupe d'Europe FIS Freestyle Ski et Snowboard 2022.